# Lars Johan Hierta
Lars Johan Hierta, ibland stavat Hjerta, född 23 januari 1801 i Uppsala, död 20 november 1872 i Stockholm, var en svensk tidningsman, bokförläggare, företagare och politiker. Han var ledamot av adelsståndet 1828–1866 och ledamot av andra kammaren 1866–1872. Han grundade bland annat Hiertas bokförlag 1829, Aftonbladet 1830 och Liljeholmens Stearinfabrik 1839.

## Biografi
Lars Johan Hierta föddes in i adeln som son till akademiräntmästaren vid Uppsala akademi, kemisten Carl Diedrik Hierta och dennes hustru Hedvig Johanna Schméer, av borgerligt ursprung. Farfadern hade liksom sina förfäder varit militär.
Hierta undervisades i hemmet och började vid Uppsala universitet 1814, där han promoverades till filosofie magister och avlade hovrättsexamen 1821. Samma år blev han auskultant i Bergskollegium, där han 1825 befordrades till notarie. Han tjänstgjorde länge som tillförordnad sekreterare och vid flera tillfällen förrättade han bergmästarsysslor inom olika bergmästardömen, sista gången 1830. Samtidigt hade han som extra ordinarie tjänsteman haft anställning inom flera andra ämbetsverk men drogs alltmer till den politiska och publicistiska verksamheten.
Lars Johan Hierta var från 1833 gift med Wilhelmina Fröding (1805–1878) och hade fem barn tillsammans med henne.
Lars Johan Hierta hade dessutom ett utomäktenskapligt förhållande med Wendela Hebbe, och hade tillsammans med henne sonen Edvard Faustman (1852–1927).

### Lars Johan Hierta i Sveriges riksdag
Vid 1823 års riksdag antogs han som riddarhuskanslist där han vann riddarhusets pris för ett stenografiskt system för det svenska språket. Vid den följande riksdagen 1828–1830 var han notarie och röstberättigad ledamot av ståndsriksdagen där han till en början tillhörde det liberala partiet. Han började med sitt skrivande i Conservationsbladet (1823), i Argus (1824-26) och sporadiskt i Stockholmsposten (1826–28), först som humorist, därefter som nyhetsförmedlare och slutligen som politisk skribent.

### Aftonbladet

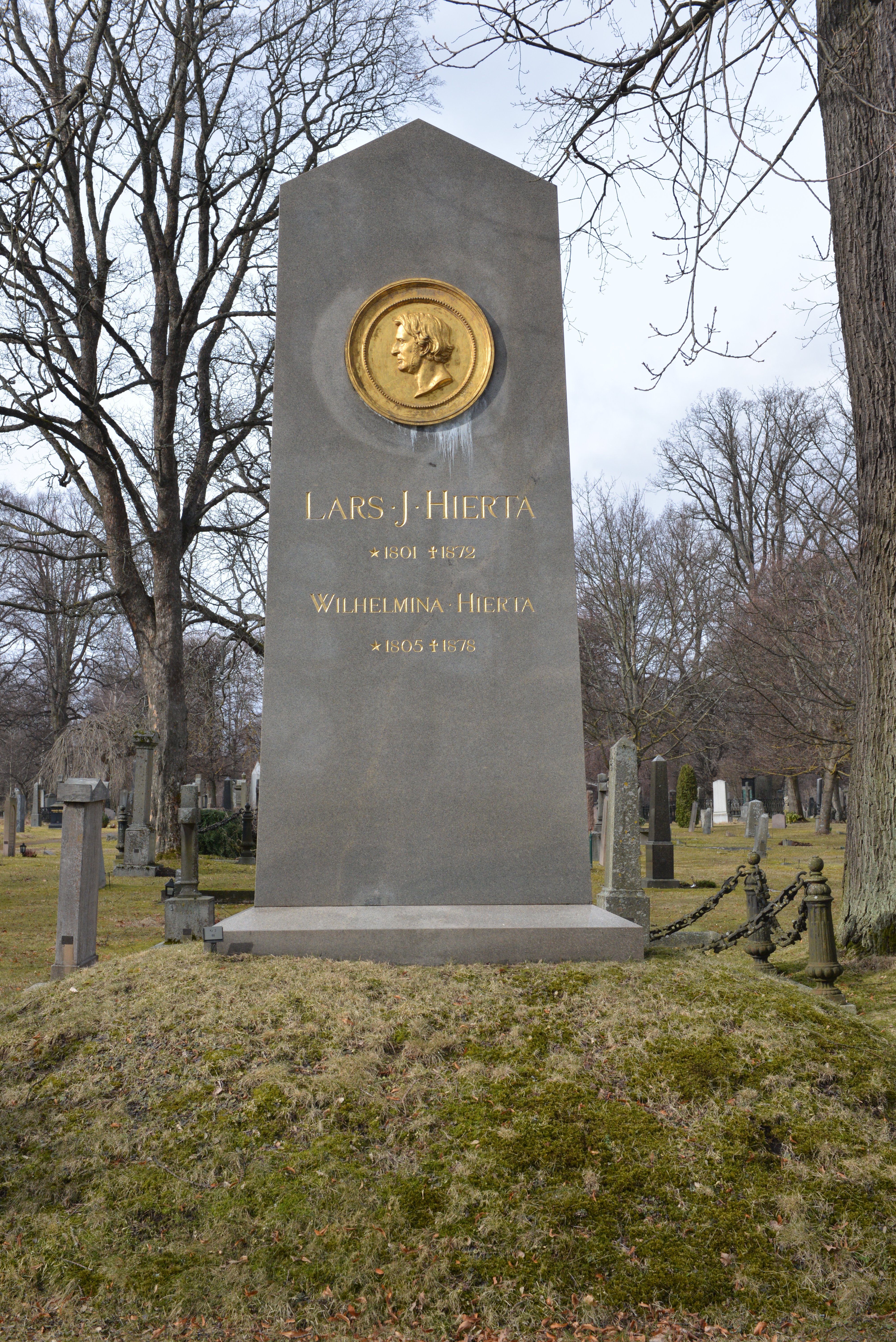
Lars Johan Hiertas gravvård på Norra begravningsplatsen i Stockholm.

Under riksdagen 1828–1830 gav han tillsammans med Magnus Jacob Crusenstolpe ut en riksdagstidning. 1829 köpte han ett boktryckeri och samma år började han att arbeta som förläggare. Hans kännedom om de politiska förhållandena fick honom att rikta in sig på att tillgodose den svenska publikens krav på den svenska pressen. 1830 gav han tillsammans med några vänner ut prospekten till Aftonbladet vars första nummer kom ut 6 december 1830. Även om tidningen redan från början angreps av de redan etablerade tidningarna så fick Hierta snabbt en stor publik.
Han var inriktad på att göra grundlagarna till en sanning i livet, att väcka folkets vilja till ett större deltagande i samhällsarbetet, att för detta skapa bättre former än ståndsrepresentationen samt att så snart som möjligt skapa stöd och ledning för en tidning som representerade de liberala strävandena som fanns inom alla samhällsklasser i landet. Därför övergav han deduktionen och riktade istället in sig på mer lättlästa texter.
Vid 1834 års riksdag ansåg många att Aftonbladet var en samhällsmakt som representerade en liten men stark minoritet. Det styrelsesätt Hierta bekämpade var det så kallade Braheväldet som gjorde den konstitutionella konseljen till en formalitet. Han krävde att mål behandlades i laga ordning, han persiflerade befordringssystemet, avslöjade maktmissbruk som till exempel överträdelser av riksdagens budgetdirektiv. Detta ledde ofta till hätska anklagelser från olika håll, framför allt mellan riksdagarna 1835 och 1840 då polemiken var bitter och tidningsstriderna ofta urartade till personliga gräl.
En av de mest framträdande faktorerna i denna polemiska och politiska förbistring var indragningsmakten som ofta användes av regeringen istället för laga åtal då en tidning ansågs ha gjort sig skyldig till brott mot tryckfrihetsförordningen. Indragningen verkställdes utan att ge kännedom om anledningen till den, varken för delinkventen eller för allmänheten. Hierta utsattes för 14 sådana indragningar mellan 1835 och 1838 men bara för 8 officiella åtal som tidningsutgivare. Dessa kunde endast riktas mot honom personligen före den första indragningen eftersom han därefter inte hade rätt att stå som ansvarig utgivare. Hiertas strid med indragningsmakten gjorde att han ständigt tvingades att se till att ha tillgång till "tillståndsbevis" som hade utfärdats till andra personer och med vars hjälp han gav ut tidningen under bland annat "Det nya", "Det 3:e" och "Det 4:e" Aftonbladet. Så småningom utmönstrades indragningsmakten och därefter blev åtalsföljderna frikännanden eller böter mot antingen Aftonbladet eller Hierta som förläggare.

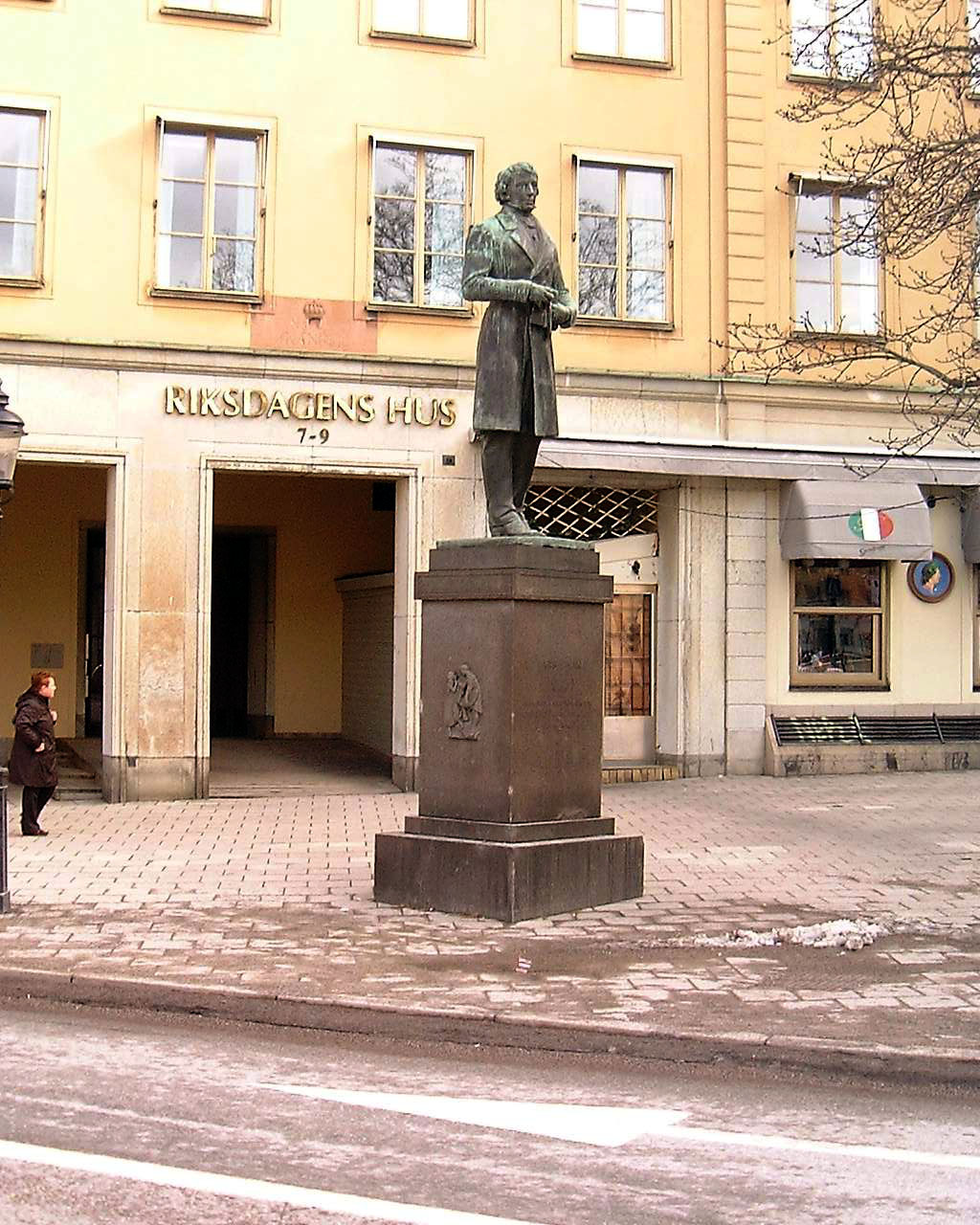
Lars Johan Hierta står staty på Riddarhustorget i Stockholm

Vid riksdagen 1834–1835 hade Hierta kämpat för en utökad närings- och handelsfrihet, offentlighet vid underdomstolar, representationens ombildning med mera, men det var först vid den följande riksdagen, 1840–1841 som Hierta intog en mer framstående plats såväl bland oppositionens ledare som bland riddarhusets talare. Han var en förkämpe inom riksdagen och i Aftonbladet samt i "Aftonbladsfursten", som ansågs vara en samhällsmakt vid den tiden, för bland annat representationsreformen, avskaffande av protektionistiska tullar och skråtvång, införande av folkskolor och ombildning av den intellektuella skolans ombildning. Segern såg under en tid att gå till oppositionen då regeringen led flera nederlag i anslagsfrågor, förslag till ändrad nationalrepresentation bordlades, statsrådets nya organisation genomfördes och en i dubbel mening ny konselj kom till makten. Men oppositionen förblev i minoritet.
Efter Karl XIV Johans död 1844 var de oppositionella och regeringsvänliga rollerna under en tid ombytta. Hierta kallades "Regeringens självständige bundsförvant", men motståndet mot honom var aldrig större än under 1844 års strid om den bordlagda representationsförändringens antagande. Då förslaget fallit bildades ett sällskap för reformstridens fortsättning. Hierta var en av ledarna i detta såväl som i de efterföljande reformsällskap som under de 20 efterföljande åren verkade för reformernas införande. Han verkade dock mer genom sin tidning som 1847 hade återtagit en oppositionell ställning, inte mot "systemet" utan snarare mot "bristen på system". 1848 års omvälvningar satte åter reformen i fokus under en ny ministär, men den kungliga reformen sympatiserade inte med liberalernas uppfattning. Hierta påverkades från olika håll och intog en obestämd hållning där han vacklade mellan reformmötenas förslag och det kungliga förslaget som han hade gett sitt stöd. En rå polemik fördes mot honom där han framställdes som en avfälling, plutokrat och vinningslysten fabrikant som agerade likadant i politiken som i andra affärer. Till följd av Almquistaffären fick den konservativa och mindre pressen tillsammans anledning att smutskasta Hierta och försökte göra honom medansvarig för Almqvists påstådda brott.
Trött på tidningsmannaskapet och längtan efter en annan sysselsättning drog sig Hierta tillbaka från sin framstående politiska ställning och sålde Aftonbladet som i början av 1852 fick en ny ledning.

### Övrig verksamhet

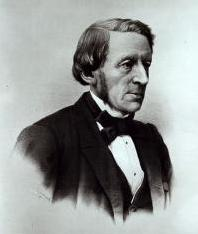
Lars Johan Hierta.

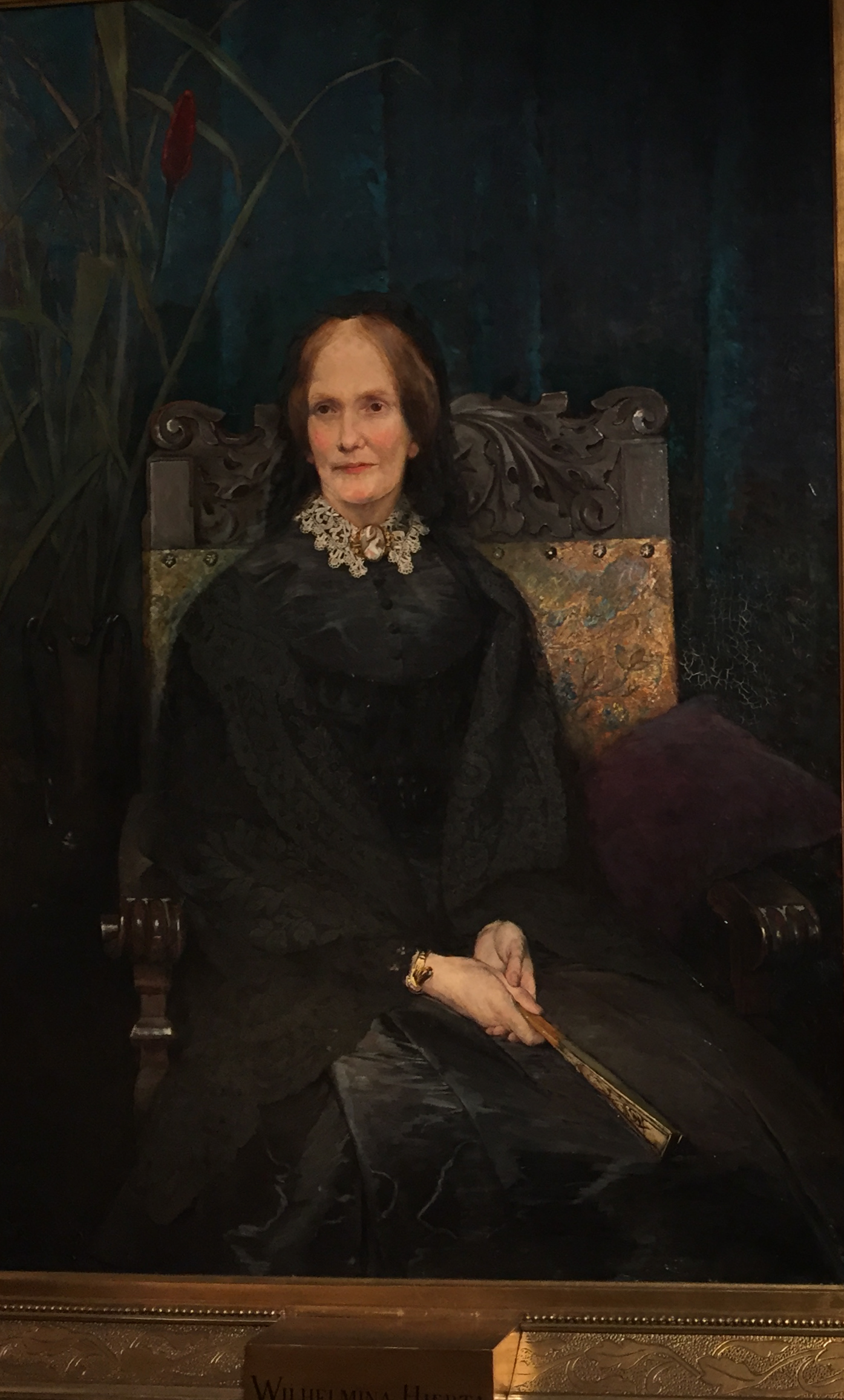
Wilhelmina Hierta (1805-1878). Oljemålning i "Spökslottet" (Schefflerska palatset).

Vid riksdagarna 1847 och 1850 hade Hierta verkat för humanistiska reformer samt för tullnedsättningar och det var i liknande frågor han fortsatte att kämpa från riddarhuset mellan 1853 och 1858 samt i borgarståndet 1859–1866 vid ståndsriksdagarna. Han fortsatte att kämpa för mildring i lagar, utvidgande av kvinnans medborgerliga rättigheter, avskaffande av speciella förmånsrättigheter på allmänhetens bekostnad, representationsreformen och sparsamhet med statsmedel framförallt när det gällde krigsbudget och järnvägsbyggande. När slutligen reformen antogs valdes Hierta (1866) till en av Stockholms representanter i Andra kammaren där han deltog fram till sin död som kammarens ålderspresident, ledamot av stats- eller konstitutionsutskott, verksam talare och motionär i de frågor han kämpade för.
Hiertas förläggarverksamhet pågick mellan 1829 och 1871. Genom sitt "Läsebibliothek" och andra skrifter skapade han nya läsekretsar även utanför tidningspubliken. Hans förlag gav ut omkring 1 000 olika skrifter. Han utvidgade och utvecklade sitt boktryckeri flera gånger vilket gjorde honom berömd inom branschen. Han introducerade samtidens främsta utländska romanförfattare i svensk litteratur, men blev också förläggare för flera hundra verk av svenska författare. Crusenstolpe, som hade många ovänliga ord att säga sin forne vapenbroder, erkände dock att Lars Hierta var "den förste, som i Sverige givit så betydliga honorar, att det här blivit möjligt subsistera [hålla ut] såsom endast skriftställare".
Ett av Hiertas verksamhetsområden var kemisk tillverkning, där stearinljuset var hans främsta produkt. Under en tid på 1840-talet var han skeppsredare och importör. Han deltog länge i försöken att göra Gotlands myrar till odlingsbar mark, han ägde i nästan 20 år en sidenfabrik, deltog i bland annat sågverksrörelse och arbetade i flera olika inriktningar industriell utveckling. Hans ekonomiska framgångar i sina olika företag gav honom tidigt den oberoende ställning han behövde för sin politiska verksamhet och han blev på äldre dagar en rik man. År 1881 lät Publicistklubben i prägla en guldmedalj över honom.
Hierta dog den 20 november 1871 på Brunkebergs hotell där han bodde sedan länge. Han begravdes 1 december på Norra Begravningsplatsen. 
Av sina tillgångar skänkte hans änka, Vilhelmina Fröding, 100 000 kronor till Stockholms högskola för inrättande av en professur i nationalekonomi samt 400 000 kronor till en fond för stiftelsen "Lars Hiertas minne". På 100-årsdagen av Hiertas födelse instiftade hans döttrar en resestipendiefond för svenska publicister.

## Hierta i kulturen
Fjälltoppen Lars Hiertafjellet, på Spetsbergen i närheten av huvudorten Longyearbyen, är uppkallad efter Lars Johan Hierta.

## Självbiografi
- Sjelf-biografiska anteckningar. Stockholm: Harald Wieselgren. 1901. Libris 766887 - Till hundraårsdagen af hans födelse enligt uppdrag af Stiftelsen Lars Hiertas minne ånyo utgifna af Harald Wieselgren. - I fulltext på: Projekt Runeberg och Stockholmskällan.